# رئيس جمهورية الشيشان
رئيس جمهورية الشيشان (بالروسية: Глава Чеченской Республики)‏، (بالشيشانية: Мехкада Нохчийн Республика)‏؛ رئيس جمهورية الشيشان السابق أو رئيس الشيشان من 5 مارس 2011) هو أعلى منصب داخل النظام السياسي لجمهورية الشيشان، كرئيس للدولة ورئيس حكومة الشيشان. أنشئ المنصب في عام 2003 أثناء الحرب الشيشانية الثانية، عندما استعادت الحكومة الفيدرالية الروسية السيطرة على المنطقة وبعد استفتاء دستوري وافق على الدستور الحالي لجمهورية الشيشان.

## الجدارة
وفقًا للمادة 66 من دستور جمهورية الشيشان، يجوز لأي مواطن روسي لا يقل عمره عن ثلاثين عامًا أن ينتخب رئيسًا. مدة الولاية خمس سنوات، مع عدم وجود قيود على الخدمة لفترات متعددة (قبل الاستفتاء الدستوري لعام 2007، تم انتخاب الرئيس لمدة أربع سنوات، مع وجود حد لا يتجاوز لفترتين). لا يجوز للرئيس أن يكون نائبًا في نفس الوقت في برلمان جمهورية الشيشان، أو نائبًا لهيئة تمثيلية للحكومة الذاتية المحلية.

## رؤساء جمهورية الشيشان
| No. | الصورة | اسم (الميلاد–الوفاة)             | مدة المنصب     | مدة المنصب     | حزب سياسي     |
| No. | الصورة | اسم (الميلاد–الوفاة)             | تولى منصبه     | ترك المنصب     | حزب سياسي     |
| --- | ------ | -------------------------------- | -------------- | -------------- | ------------- |
| 1   |        | أحمد قديروف (1951–2004)          | 5 أكتوبر 2003  | 9 مايو 2004    | مستقل         |
| -   |        | سيرجي أبراموف (1972–) رئيس مؤقت  | 9 مايو 2004    | 30 أغسطس 2004  | مستقل         |
| 2   |        | آلو الخانوف [الإنجليزية] (1957–) | 30 أغسطس 2004  | 15 فبراير 2007 | مستقل         |
| 3   |        | رمضان قديروف (1976–)             | 15 فبراير 2007 | الآن           | روسيا الموحدة |

أجريت آخر انتخابات لهذا المنصب في 18 سبتمبر 2016.
| المرشحين         | الحزب                          | الأصوات | ٪     |
| ---------------- | ------------------------------ | ------- | ----- |
| جيرسولت باتاييف  | الحزب الشيوعي لروسيا الاتحادية | 4042    | 0.63  |
| سلطان دينيلخانوف | مجرد روسيا                     | 3،403   | 0.53  |
| رمضان قديروف     | روسيا الموحدة                  | 626980  | 97.94 |
| إدريس عثمانوف    | حزب النمو                      | 5،367   | 0.84  |